# Джеймс, Летиция
Летиция А. Джеймс (англ. Letitia A. "Tish" James, 18 октября 1958, Нью-Йорк, США) — генеральный прокурор штата Нью-Йорк. Четвёртый общественный адвокат Нью-Йорка, первая афроамериканская женщина, которая занимает пост в правительстве Нью-Йорка Она — американский юрист, активист и политик, член Демократической партии. В прошлом она служила в городском совете Нью-Йорка, представляя 35 округ Бруклина. Джеймс председательствовала в комитете по экономическому развитию, а также служила в комитетах по паркам и отдыху, малому бизнесу, технологиям в правительстве, делам ветеранов и проблемам женщин. В 2013 Джеймс баллотировалась на пост общественного адвоката Нью-Йорка и получила 36 % в праймериз Демократической партии, что не дало ей возможности избежать второго тура, в котором Джеймс получила 59 % и стала номинантом партии на пост «защитника Нью-Йоркцев». На основных выборах, в ноябре 2013 она победила республиканского оппонента, набрав 83 % голосов.

## Молодость и образование
Джеймс родилась в Бруклине, Нью-Йорк в семье Нелли и Роберта Джеймсов. Она училась в государственных школах в Нью-Йорке, получила степень бакалавра в Городском университете Нью-Йорка в 1981.
Джеймс окончила школу права Говардского университета в 1986 и сдала экзамен в коллегию адвокатов штата Нью-Йорк в 1989. Она посещает школу международных и государственных дел Колумбийского университета, чтобы получить степень магистра государственного управления.

## Карьера
Джеймс работала общественным защитником в сообществе юридической помощи, а также основала коалицию афроамериканских профессиональных организаций для помощи в получении образования молодым людям. После этого она занимала небольшие посты при правительстве штата. Её первая кампания в городской совет в 2001 году не увенчалась успехом, в отличие от кампании 2003 года, когда она была избрана от партии работающих семей и стала первым человеком избранным на какой-либо пост в штате Нью-Йорк от третьей партии с 1977 года. В 2005 Джеймс выиграла номинацию не только партии работающих семей, но и Демократической партии. В 2013 году она победила на выборах общественного адвоката с поддержкой многих важных профсоюзов и газет города.